# 슈테델슐레
슈테델슐레 순수미술아카데미(독일어: Hochschule für Bildende Künste–Städelschule)는 독일 프랑크푸르트의 예술학교다. 줄여서 슈테델슐레라고 부르기도 한다. 매년 20명 안팎의 신입생을 선발하는 것으로 유명하며, 전체 학생 가운데 75%는 국제적인 유학생으로 구성되어있다.